# Tuberta mirabilis
Tuberta mirabilis är en spindelart som först beskrevs av Tord Tamerlan Teodor Thorell 1871.  Tuberta mirabilis ingår i släktet Tuberta och familjen panflöjtsspindlar.
Artens utbredningsområde är Italien. Inga underarter finns listade i Catalogue of Life.